# Niek Michel
Nicolaas Johannes Niek Michel (Velsen, 30 september 1912 – 24 juni 1971) was een Nederlands voetballer.
Michel speelde als doelman voor VSV. Hij speelde op 17 maart 1940 zijn enige interland voor het Nederlands voetbalelftal in de met 7-1 verloren wedstrijd tegen België. Ook maakte hij deel uit van de selectie voor het wereldkampioenschap voetbal in 1938.